# تپه سردوران
تپه سردوران مربوط به عصر مس - عصر برنز - سده‌های میانه دوران‌های تاریخی پس از اسلام است و در شهرستان نهاوند، بخش زرین دشت، دهستان فضل، ۵۰ متری ضلع غربی روستای سردوران واقع شده و این اثر در تاریخ ۲۵ آبان ۱۳۸۷ با شمارهٔ ثبت ۲۳۷۳۵ به‌عنوان یکی از آثار ملی ایران به ثبت رسیده است.